# 腹内侧前额叶皮层
腹内侧前额叶皮层（英文：Ventromedial prefrontal cortex; 简称：vmPFC），位于大脑额叶底部，是前额叶皮质的一个区域，主要包含布罗德卡分区第10区等。腹内侧前额叶皮层与情绪调控、决策制定、社会认知以及道德感等有关。

## 结构
在解剖学上，腹内侧前额叶皮层（vmPFC）是前额叶皮质的一个区域，位于大脑半球底部内侧。该皮层包括布罗德卡分区第10、11、12区，以及第24、25、32区等。腹内侧前额叶皮层与杏仁核、海马体以及颞叶、嗅觉系统等脑部结构相连接，构成了一个巨型连接网络。但值得注意的是，不同研究资料对腹内侧前额叶皮层的边界划定可能有所不同。

## 功能
腹内侧前额叶皮层与情绪调控、决策制定、社会认知以及道德感等有关。其中，腹内侧前额叶皮层通过与杏仁核等相互作用，在负性情绪的产生和调节中发挥重要作用。此外，腹内侧前额叶皮层与认知社会规则、道德规范以及文化价值观紧密相关，并且与识别面部情绪和产生共情反应有关。

## 临床
腹内侧前额叶皮层如若出现异常，可导致判断能力、社交能力或决策能力受损。临床资料显示，腹内侧前额叶皮层损伤的患者表现出情感迟钝以及对负面刺激的生理反应减弱，并且对抑郁和创伤后应激障碍（PTSD）的易感性降低。但临床症状与具体区域下的白质损伤情况有关，有动物实验显示，如白质受损则恐惧反应会下降，相反则恐惧反应不会变化甚至不降反升。